# Светлина
Вижте пояснителната страница за други значения на Светлина.
Светлината е електромагнитно излъчване с дължина на вълната във видимия за човешкото око диапазон на електромагнитния спектър, приблизително от 400 до 750 nm. Понякога към понятието светлина се включват и инфрачервените и ултравиолетовите лъчи.
Основни характеристики на светлината от гледна точка на възприемане от човешкото око са: яркост (свързана с интензитета), цвят (свързан с дължината на вълната или честотата) и поляризация (при нормални обстоятелства човешкото око не може да я регистрира).
Според съвременната физика светлината има корпускулярно-вълнов характер, тоест едновременно се проявява като поток от частици (фотони), които могат например да избиват електрони (фотоелектричен ефект), а в друг случай се държат като вълна – наблюдават се явленията дифракция и интерференция. Според квантовата механика фотоните нямат маса, което следва непосредствено от теорията на относителността.